# يوحنا بيثيونس باشا
يوحنا بيثيونس باشا هو سياسي عثماني شغل منصب والي في الدولة العثمانية.

## مناصبه
تولى المناصب التالية:
- أمير ساموس (5 مايو 1904–1906)